# هريبينكي (كيييفسكا)
هريبينكي (Гребінки) هي مدينة في مقاطعة كيييفسكا في أوكرانيا.
يبلغ عدد سكانها حوالي 6,509 نسمة.